# Aigua Xelida (Begur)
Aigua Xelida és una urbanització dins el municipi de Begur a la comarca del Baix Empordà. L'espai edificat ocupa l'extrem nord del sector urbanitzat entre Aiguablava (Begur) i Tamariu (Palafrugell) situat a la partió dels dos termes municipals.
El 2005 el límit entre els municipis de Palafrugell i Begur va ser modificat, de tal forma que una petita part de la superfície urbanitzada d'Aigua Xelida del municipi de Palafrugell va passar al terme de Begur.